# Río Dzhinguirik
El río Dzhinguirik (en ruso: Джингирик) es un río del Gran Cáucaso en el distrito de Karacháyevsk de la república de Karacháyevo-Cherkesia del sur de Rusia. Es un afluente del Teberdá, que desemboca en el río Kubán.

## Curso
El río nace de la confluencia de los ríos Narotlykol y Kairaklik. Su curso de aproximadamente 10.5 km desciende por un valle de alta montaña, en dirección nordeste, hasta llegar a la orilla izquierda del curso bajo del río Teberdá, en Dzhinguirik.

## Historia
En la confluencia con el Teberdá se han conservado vestigios de los cimientos de los edificios y restos de parcelas personales. Perpendicular al cauce del río Teberda hay un foso y una muralla claramente visibles que corren hacia las montañas. Por las laderas de la montaña se ubicó la necrópolis del asentamiento.